# Brouwerij Druwé
De Brouwerij Druwé, ook Brouwerij St.-Antoine genaamd, is een voormalige Belgische brouwerij uit Aalst in de provincie Oost-Vlaanderen.

## Geschiedenis[1]
Op kadasterplannen van 1860 staat reeds een brouwerij. In 1861 richtte Emiel De Meulemeester er effectief een brouwerij op. In 1873 werd Raphaël Verdurme er brouwer. Op 9 augustus 1878 gaf het schepencollege van Aalst toestemming om naast de brouwerij ook een mouterij te starten. Franz Druwé was de laatste eigenaar van de brouwerij gelegen in de Fabriekstraat 3. Hij zou rond 1893 gestart zijn in de brouwerij. Brouwerij St.-Antoine stopte in 1908. Druwé zou later nog actief zijn geweest in Brouwerij De Drie Sleutels.
In 1909 werd de brouwerij openbaar verkocht. De archiefstukken hiervan zijn nog te vinden in het archief van de Rechtbank van koophandel te Aalst.

## Bieren[4]
- Blonde d'Alost
- Triple